# Bannans
Bannans település Franciaországban, Doubs megyében. Lakosainak száma 378 fő (2022. január 1.). Bannans Chapelle-d’Huin, La Rivière-Drugeon, Sainte-Colombe és Chaffois községekkel határos.

## Népesség
A település népességének változása:
| Lakosok száma | 237  | 254  | 296  | 357  | 335  | 365  | 369  | 366  | 370  | 378  |
|               | 1968 | 1982 | 1990 | 2006 | 2013 | 2015 | 2017 | 2019 | 2020 | 2022 |